# Aeroportul Varese-Venegono
Aeroportul Varese-Venegono (IATA: QVA, ICAO: LILN) este un aeroport din Venegono Inferiore, Provincia Varese, Lombardia, Italia ce deservește zona Varese. A fost deschis în 1935.
Situat la o altitudine de 305 m, aeroportul dispune de 1 pistă.

## Infrastructură

### Piste
Aeroportul dispune de o singură pistă. Pista are orientarea 18/36. 